# Prowincja Coronel Portillo
Prowincja Coronel Portillo (hiszp. Provincia de Coronel Portillo) – jedna z czterech prowincji, które tworzą region Ukajali w Peru. Powstała w 1943.
Prowincja od północy graniczy z regionem Loreto i Brazylią, na południe prowincją Atalaya, a na zachód prowincją Padre Abad i regionami Pasco oraz Huánuco.

## Podział administracyjny
Prowincja Coronel Portillo dzieli się na 7 dystryktów:
- Callería
- Campoverde
- Iparía
- Manantay
- Masisea
- Yarinacocha
- Nueva Requena